# Desintoxicación (House M. D.)
"Desintoxicación" (en inglés: "Detox") es el undécimo episodio de la primera temporada de la serie estadounidense House M. D.. Fue estrenado el 15 de febrero de 2005 en Estados Unidos y emitido el 28 de febrero de 2006 en España.
Un adolescente tiene un accidente de tráfico mientras su novia estaba conduciendo. Ella causó el accidente cuando se asustó al verlo toser sangre. Él sólo se fractura una pierna pero sus síntomas empeoran sin razón aparente: tiene hemorragias constantes y además pierde la visión de un ojo. Por otro lado House y Cuddy se enredan en una apuesta que tiene como premio un mes libre de trabajar en la clínica si aquel no consume analgésicos durante una semana. House y su equipo deberán buscar en la historia familiar del paciente las causas de su enfermedad. Además, House recibe un golpe del padre del chico, cuando House derrocha un hígado para su hijo.

## Sinopsis
El título del capítulo se debe a que House se compromete a no consumir analgésicos (vicodina) durante una semana, a cambio de no realizar atención clínica ambulatoria por un mes. Ello le causa un síndrome de abstinencia, característico de los procesos de desintoxicación por drogas. 

### Caso principal
Un adolescente, Keith Foster, se fractura una pierna en un accidente de tráfico mientras su novia estaba conduciendo. Ella causó el accidente cuando se asustó al verlo toser sangre. 
La Dra. Cameron le señala a House la complejidad del caso, ya que el joven tiene anemia hemolítica, improbable en una persona tan joven. House, muy dolorido de su pierna por no haber obtenido el analgésico (vicodina), realiza una breve reunión de su equipo y concluye que hay que verificar si es una infección, lupus, drogas o cáncer.
En primer lugar realizan un análisis del cabello de Keith para determinar si ha consumido drogas en los últimos dos meses. El análisis es negativo. Luego hacen una gammagrafía para examinar alguna inflamación que pueda indicar una infección. El resultado también es negativo. También realizan un test de anticuerpos antinucleares (ANA), para examinar la hipótesis de lupus, pero resulta una vez más negativo. Mediante una biopsia del ganglio ubicado en la axila, analizan la posibilidad de un linfoma (la madre murió el año anterior de cáncer de páncreas), que también es descartado. 
El hematocrito indica que la cantidad de glóbulos rojos en la sangre de Keith es del 13%, cuando lo normal entre hombres es entre 40,7% y 50,3%; es tan baja que si desciende un poco más no podrá oxigenar su cuerpo. Además sus síntomas se agravan al perder la visión de un ojo debido a un coágulo retiniano.
House reúne nuevamente al equipo y les propone realizar diagnóstico diferencial entre las hipótesis formuladas, método por el cual se realizan múltiples diagnósticos que son sometidos a crítica, substiendo el que resulte más convincente. Comparando diagnósticos, concluyen que si fuera una infección en el corazón, la misma habría pasado desapercibida en la gammagrafía. House ordena entonces realizar un ecocardiograma y administrar antibióticos intravenosos, pero como no revelan ninguna infección, ordena duplicar la dosis, aún arriesgando daño en los riñones.
El equipo había considerado que la ceguera del ojo afectado no era tratable, pero a Chase se le ocurre una técnica quirúrgica, que House elogia como "muy creativa", criticándolo por no habérsele ocurrido antes. Lo opera y Keith recupera la vista.
Mientras su novia lo visita sufre un ataque de vómito debido a una severa crisis hepática. House piensa que podría ser hepatitis E, una afección de la que solo hubo un caso en EE. UU., y aunque considera -como Cameron- que el lupus es mucho más probable, ordena tratarlo como si fuera hepatitis E, porque si lo tratan por lupus y es hepatitis le causarían la muerte, pero no al revés. House le indica a Cameron que le mienta al padre, pero Cameron -desconfiando del estado de House debido a la desintoxicación- no puede mentir y le dice que ella piensa que debería tratarse por lupus. Antes de administrarle los medicamentos, Keith tiene un nuevo ataque, con alucinaciones en las que menciona a un tal Jules y una hemorragia por el recto, que deja inútil el hígado y obliga a ponerlo en la lista de trasplantes. Cameron piensa que es obvio que es lupus y que House "metió la pata"; House insiste en que no puede ser lupus por la velocidad del desarrollo de la afección, pero le recrimina a Cameron no haber actuado antes según sus convicciones y confiar siempre en él.  
La situación de Keith es desesperada. Cuddy informa que en EE. UU. mueren cada año 2000 personas que solicitaron un trasplante de hígado. House pregunta quién es Jules, mencionado por Keith en uno de sus ataques, pero el equipo desestima la pista, considerándolo una alucinación. El padre sin embargo dice que Jules es el gato de la familia, muerto de viejo un mes atrás. Cuddy obtiene un hígado y Keith es llevado de urgencia para realizarle el trasplante. 
Simultáneamente, House manda desenterrar el gato y descubre que tiene termitas en su interior. Se dirige al quirófano y pide que suspendan el trasplante, sosteniendo que el joven está intoxicado con naftalina usada por las termitas para construir sus nidos. El cirujano descarta de plano la posibilidad y pretende seguir la operación; para detenerlo House lo escupe, contaminando el quirófano y generando un escándalo. 
Todos los médicos rechazan la hipótesis de House, porque de haber sido una causa ambiental, el paciente hubiera mejorado en el hospital. House sostiene que no, porque la naftalina es un gas soluble en lípidos, que si ingresa al organismo por vía respiratoria, va a ser almacenada en las células grasas. Mientras el joven vivía en su casa, su organismo metabolizaba proteínas e hidratos de carbono, pero al ingresar al hospital fue sometido a dieta y su cuerpo comenzó entonces a quemar las grasas y al hacerlo la naftalina entró a la sangre.  
Cuando el padre de Keith se entera de que House paró la operación, lo busca y lo golpea, pidiendo que lo encierren. House le explica su hipótesis y le pide 24 horas, lo que lo llevaría a perder el hígado. Cameron reconsidera su explicación y le pide al padre que confíe en House, cosa que este hace. Chase y Foreman van a la casa del paciente y encuentran un enorme nido de termitas en la pared de la habitación de Keith. El joven se recupera completamente.

#### Bases científicas
La anemia hemolítica causada por envenenamiento con gas de naftalina proveniente de nidos de termitas de la subespecie formosa subterránea (coptotermes formosanus) tiene bases científicas. También se ha registrado en niños que ingirieron pastillas de naftalina.

### Atención clínica de rutina
House detesta la atención clínica de rutina porque lo aburre la ausencia de problemas médicos complejos. En este capítulo Cuddy le suspende la obligación de atender pacientes ambulatorios por un mes, si él deja de tomar analgésicos (vicodina) por una semana, para desintoxicarse. House debe lidiar entonces con el dolor, y se fractura un dedo, sabiendo que el cerebro tiene un mecanismo para controlar el dolor que consiste en registrar la lesión más grave y bloquear las otras. House permanece limpio una semana y descubre que es adicto, pero también considera que su adicción no le impide realizar su vida cotidiana.

### Relaciones entre los personajes
House encuentra dificultades para proveerse de vicodina en la farmacia del hospital, agravándose su dolor. Cuddy se muestra preocupada por el consumo de analgésicos por parte de House, que estima en 80 mg por día, el doble de cuando lo contrató y le dice que es un adicto, pero él lo niega. Cuddy le ofrece un mes sin realizar atención de clínica ambulatoria -que House detesta- si House permanece una semana sin consumir analgésicos. House acepta y cumple, pero descubre que es un adicto. Aun así le confía a su amigo Wilson que no dejará los analgésicos, porque no es un problema para él, y este le devuelve que existen programas. En las últimas escenas, un diálogo entre Cuddy y Wilson revela que la idea de la apuesta fue de Wilson.
La desintoxicación de House produce reacciones encontradas en los diferentes personajes: Foreman piensa que no puede realizar su trabajo, Chase que los exabruptos de House son los de siempre, y Cameron que la falta de analgésicos le aumenta el dolor que siente en la pierna, haciéndolo más brusco en su trato que lo habitual.

## Diagnóstico
Anemia hemolítica causada por intoxicación por gas de naftalina proveniente de un nido de termitas ubicado en la pared de la habitación del paciente.